# Missione di San Miguel (Santa Fe)

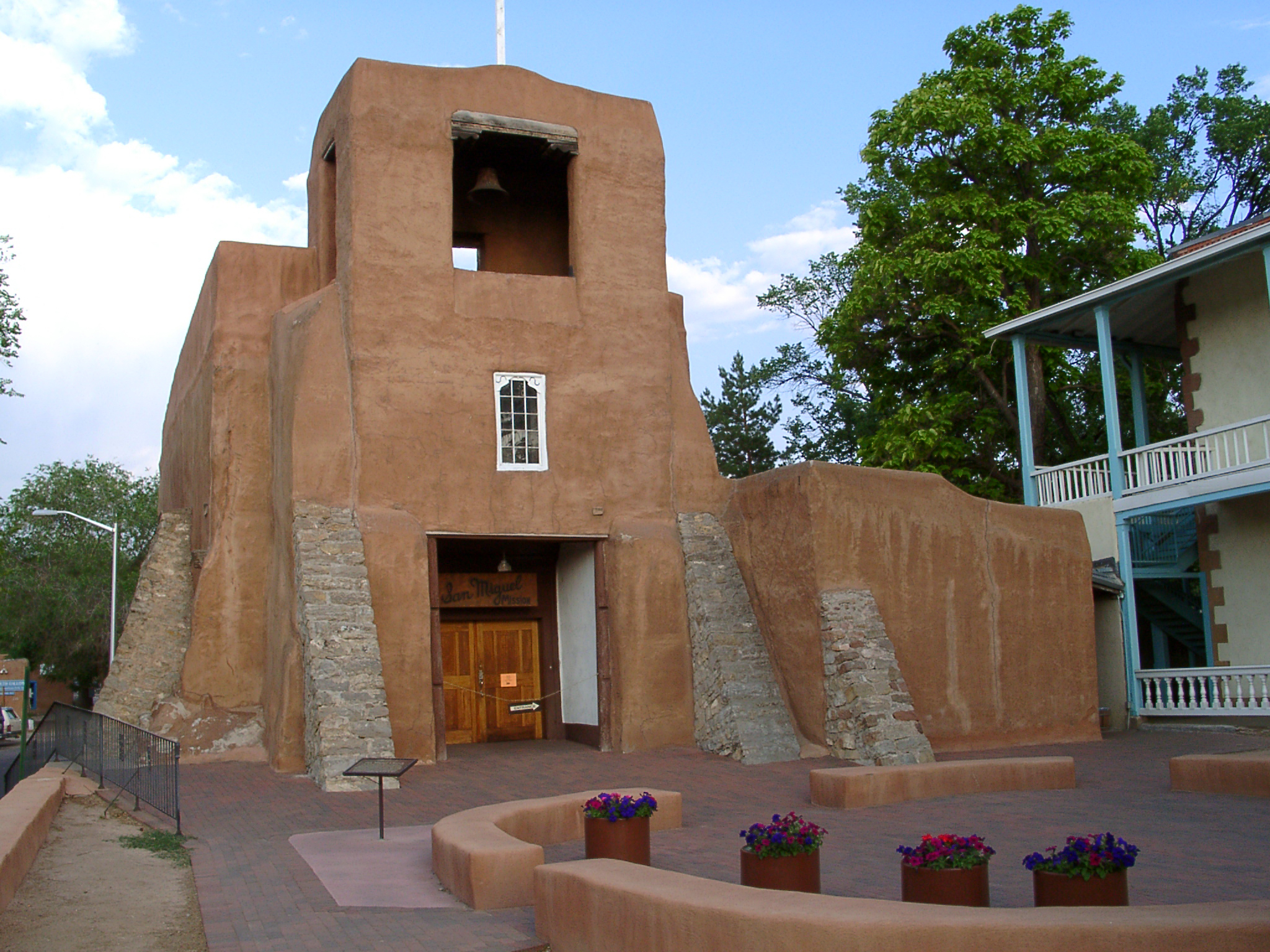
La Missione di San Miguel.

La Missione di San Miguel o  San Miguel Mission è una missione coloniale spagnola che sorge presso il centro storico di Santa Fe, Nuovo Messico, Stati Uniti d'America. Si trova nel quartiere Barrio de Analco, zona dichiarata National Historic Landmark. 

## Storia
È considerata la più antica chiesa degli Stati Uniti, venne infatti costruita tra il 1610, anno di fondazione di Santa Fe, ed il 1626. Venne danneggiata durante la rivolta Pueblo nel 1680 e ricostruita nel 1710, dopo la riconquista della zona da parte degli spagnoli. Venne quindi adibita a cappella per i soldati. Nel corso dei secoli la missione subì numerose modifiche strutturali, ma che non mutarono troppo l'impianto originario. Al suo interno conserva alcune statue lignee risalenti al Settecento.